# Velkommen Til Medina
Velkommen Til Medina (que en danés significa "Bienvenido a Medina") es el segundo álbum de estudio de la cantante danesa Medina publicado en el año 2009. Es un álbum electro-pop cantado en su idioma, el danés. Fue un gran éxito en Dinamarca con 60 000 copias vendidas. En el Reino Unido alcanzó el puesto 27 en la UK Dance Chart. El disco incluye éxitos como "Kun for mig", "Ensom" y "Vi to". Este disco vendió más de 200.000 ejemplares, y alcanzó el puesto 27 en la UK Dance Chart. El álbum se convirtió en el tercer disco más vendido durante 2010 en Dinamarca y fue certificado con cuatro doble discos de platino.

## Lista de canciones
| N.º | Título                 | Escritor(es)                                                   | Productor(es) | Duración |  |
| 1.  | «Velkommen til Medina» | Medina (cantante), Providers\|Rasmus Stabell, Jeppe Federspiel | Providers     | 4:58     |  |
| 2.  | «Kun for mig»          | Valbak, Stabell, Federspiel                                    | Providers     | 4:16     |  |
| 3.  | «Rick Ross»            | Valbak, Christian von Staffeldt                                | Motrack       | 3:01     |  |
| 4.  | «Stikker du af»        | Valbak, Stabell, Federspiel                                    | Providers     | 3:24     |  |
| 5.  | «Ensom»                | Valbak, Stabell, Federspiel                                    | Providers     | 4:12     |  |
| 6.  | «Vi to»                | Valbak, Stabell, Federspiel                                    | Providers     | 4:02     |  |
| 7.  | «Joanna»               | Valbak, von Staffeldt                                          | Motrack       | 3:30     |  |
| 8.  | «Jante»                | Valbak, Stabell, Federspiel                                    | Providers     | 3:32     |  |
| 9.  | «Perfektion»           | Valbak, von Staffeldt                                          | Motrack       | 3:19     |  |
| 10. | «Er du med»            | Valbak, Stabell, Federspiel                                    | Providers     | 5:10     |  |